# Реакція Рашіґа
Реакція Рашіґа (англ. Raschig reaction) — перетворення первинних амінів у N-заміщені гідразини при взаємодії з хлораміном.
RNH2 + ClNH2 → RNHNH2